# Infected (Starset)
Infected è un singolo del gruppo musicale statunitense Starset, pubblicato il 26 aprile 2021 come primo estratto dal quarto album in studio Horizons.

## Descrizione
Il brano ha rappresentato la prima pubblicazione di materiale inedito a distanza di un anno e mezzo dal terzo album Divisions ed è un brano tipicamente rock elettronico caratterizzato da un riff hard rock, elementi elettronici e un ritornello sostenuto, con una maggiore attenzione alla melodia rispetto al passato.

## Tracce
Testi e musiche di Dustin Bates e Johnny Andrews.
1. Infected – 3:08

## Formazione
Hanno partecipato alle registrazioni, secondo le note di copertina di Horizons:
Musicisti
- Dustin Bates – voce
- Jasen Rauch – chitarra, basso
- Isaiah Perez – batteria
- Joe Rickard – programmazione
- Alex Niceford – programmazione
- Lester Estelle – batteria
- Igor Kohoroshev – programmazione aggiuntiva

Produzione
- Joe Rickard – produzione, ingegneria del suono
- Dustin Bates – produzione esecutiva
- Jasen Rauch – ingegneria parti di batteria
- Dan Lancaster – missaggio
- Niel Nielsen – mastering

## Classifiche
| Classifica (2021)             | Posizione massima |
| ----------------------------- | ----------------- |
| Stati Uniti (hard rock)       | 21                |
| Stati Uniti (mainstream rock) | 16                |